# Рудабе

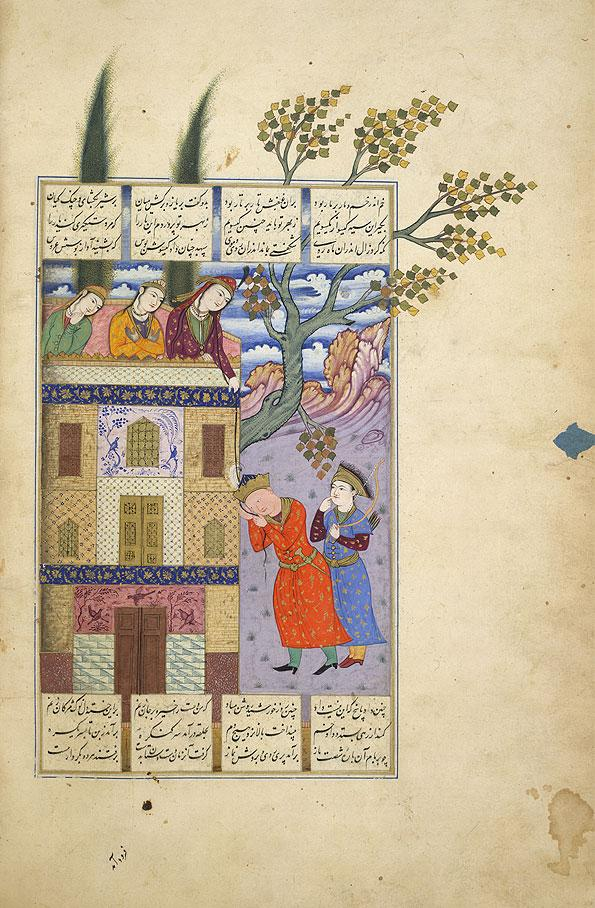
Заль просит руки принцессы Рудабы

Рудабе (перс. رودابه‎) — один из персонажей древнеперсидской мифологии. Согласно поэме Шахнаме таджико-иранского поэта Фирдоуси — мать великого героя Рустама, принца страны Забулистан.
Рудабе была дочерью Михраба, правителя Кабулистана, и одной из принцесс этой страны. В «Шахнаме» она описана как необыкновенная красавица:
«…от головы до ног бела, как слоновая кость; стройна, как платан в священной роще; два глаза, сияющих, как нарциссы; и ресницы, похитившие у ворона его чёрный цвет. Ты видишь Луну — это её лик, ты вдыхаешь мускус — это запах её волос, не сомневайся» (Friedrich Rückert: Firdosi’s Königsbuch (Schahname) Sage I—XIII. 1890. S. 149.).
Став супругой богатыря Заля, Рудабе рожает великого героя Рустама, который является одной из центральных фигур эпоса «Шахнаме». Появившийся на свет младенец был столь велик и могуч, что Рудабе при родах вынуждены были сделать кесарево сечение.

## Дополнения
- Rodaba e Kabuli (Рудабе Кабульская, на немецком языке)